# Satoshi Nakamoto
Satoshi Nakamoto (中本哲史), một người có nhiều khả năng là người Nhật Bản, vì tất cả các từ trong tên đều thuộc bảng chữ cái của Nhật Bản, là một nhân vật hoặc tổ chức ẩn danh đã sáng tạo ra Bitcoin và đã khởi tạo ra phần mềm mã nguồn mở Bitcoin Core (tên trước đây là Bitcoin-Qt) để công chúng sử dụng Bitcoin.
Bitcoin bắt đầu được Satoshi thiết kế từ 2007 khi người này tin rằng có thể thiết kế được một hệ thống giao dịch mà các thành viên không cần tin tưởng nhau.
Cộng đồng phát triển Bitcoin dần dần mất hoàn toàn liên lạc với Satoshi từ giữa năm 2010, sau khi người này đưa cho Gavin Andresen khóa báo động khi mạng lưới Bitcoin bị tấn công. Khóa này có thể dùng để báo động tới toàn mạng lưới ngừng lưu lại giao dịch. Cho tới nay, danh tính chính xác của Satoshi Nakamoto vẫn còn là ẩn số.

## Những người bị nghi là Satoshi Nakamoto
Nick Szabo: Szabo là một người đam mê tiền tệ phân tán và xuất bản một bài báo về "bit gold" vào năm 1998, được coi là tiền thân của Bitcoin.
Dorian Nakamoto: Đây là người có tên giống Satoshi nhất, nhưng đã tự phủ nhận mình là Satoshi.
Hal Finney: Là một nhà tiên phong về mã hoá từ trước khi Bitcoin và là người đầu tiên (ngoài Nakamoto) sử dụng phần mềm Bitcoin, báo cáo lỗi và cải tiến nó.
David Lee Chaum: Nguồn gốc của Bitcoin có thể được truy nguồn từ phong trào CypherPunk. Phong trào CypherPunk bắt đầu từ của David Chaum. David Chaum xuất bản một bài báo vào năm 1985 thảo luận về các loại tiền số ẩn danh và các giao thức ẩn danh - An ninh mà không cần định danh: Các hệ thống giao dịch để làm cho chính phủ trở nên lỗi thời.
Craig Steven Wright: Người tự nhận mình là Satoshi Nakamoto.
Elon Musk: Một số người cho rằng, Satoshi chính là Elon Musk, một người vừa thành thạo về công nghệ và kinh tế, nhưng Elon đã phủ nhận điều này.
Vincent van Volkmer: Kể từ năm 2018, Internet tuyên bố rằng nghệ sĩ người Mỹ Vincent van Volkmer là Satoshi Nakamoto. Đối với z. Ví dụ, anh ta nói về thực tế rằng anh ta là một nhà toán học và mật mã học, anh ta cũng có liên hệ tốt với các chuyên gia có kiến thức đã dẫn đến công nghệ blockchain. Chính ông mâu thuẫn với tuyên bố này.
Len Sassaman: Là một chuyên gia trong lĩnh vực mật mã khóa công khai. Ông nằm trong nhóm phát triển giao thức TCP/IP – nền tảng của Internet và mạng Bitcoin. Sassaman là cộng sự của Hal Finney, là người nhận giao dịch Bitcoin đầu tiên. Tại viện nghiên cứu mã hóa COSIC, ông làm việc cùng David Lee Chaum. Sassaman tự tử vào ngày 3/7/2011, 2 tháng sau khi Satoshi gửi thông điệp cuối cùng.